# Kike Burgos
Enrique Burgos Carrasco, más conocido como Kike (Baracaldo, Vizcaya, País Vasco, España, 20 de enero de 1971) es un exfutbolista español. Se desempeñaba en la posición de portero. 
Disputó 317 partidos en Segunda División y 81 en Primera División a lo largo de su trayectoria.

## Trayectoria
Kike se formó en la cantera del Athletic Club. En 1989 dio el salto al Bilbao Athletic, donde fue titular durante dos temporadas. El 16 de marzo de 1991 debutó en Primera División, con el Athletic Club, en una derrota por 2 a 0 ante el CD Castellón. El equipo rojiblanco venía de caer por 0 a 6 ante el FC Barcelona por lo que Javier Clemente le dio la alternativa. Tras la derrota en Castellón, el entrenador fue destituido y Patxi Iru regresó a la portería. Kike se hizo con la titularidad de cara a la siguiente temporada aunque hubo un tramo, entre la jornada 7 y la 22, donde fue suplente. Al acabar la temporada 1991-92 sufrió una lesión en el dedo de una mano, que le impidió participar en los Juegos Olímpicos y jugar en pretemporada. Jupp Heynckes apostó por un joven Juanjo Valencia, que se consolidó como titular. A partir de entonces, fue suplente del portero guipuzcoano y sólo jugó cuatro encuentros más en las siguientes tres temporadas.
En 1995 se marchó al RCD Mallorca de Segunda División, donde se ganó la titularidad por delante de Xabier Mancisidor. Con el club balear logró el ascenso a Primera División en 1997.Sin embargo, el nuevo entrenador Héctor Cúper, apostó por el argentino Carlos Roa de cara a la temporada 1997-98. Aun así, disputó diecinueve partidos en su tercer año en el club balear.
En 1998 fichó por el Deportivo Alavés de Primera División. Empezó como titular la primera parte de la temporada y acabó jugando los últimos dos partidos de la temporada, en plena lucha por la permanencia.En las siguientes dos temporadas, donde alcanzó la final de la Copa de la UEFA en 2001, fue suplente del argentino Martín Herrera. En la campaña 2001-02 su situación cambió y pasó a ser titular, aunque unos problemas de pubis le apartaron de la portería durante varios meses.
En junio de 2002 firmó por el Polideportivo Ejido de Segunda División.En el equipo almeriense fue titular durante cinco temporadas, donde se convirtió en el futbolista con más partidos de la historia del club con 182 encuentros disputados.
Tras finalizar su carrera como futbolista, comenzó a trabajar como entrenador de porteros en el Poli Ejido en 2007. Tras dos años de ausencia, regresó como director deportivo en el verano de 2010.Dimitió de su puesto, en marzo de 2011, al igual que el técnico Julio Velázquez.En 2012 acompañó a Velázquez como ayudante en el Villarreal CF y, como entrenador de porteros, en el Real Betis.Su etapa en el Real Betis fue muy corta, ya que tuvo un desencuentro con el portero Antonio Adán y fue despedido a principios de septiembre de 2014.
En 2015 se incorporó a un club almeriense llamado La Mojonera CF, donde hizo las labores de director deportivo y entrenador hasta 2023.En agosto de 2023 empezó a trabajar como director del área deportiva en la Fundación Maavi de Roquetas de Mar.

## Selección nacional
Fue internacional sub-20 en dos ocasiones (1989-90) e internacional sub-21 en seis (1990-91) con la selección española.

## Clubes
| Club                | País   | Temporada   |
| ------------------- | ------ | ----------- |
| Bilbao Athletic     | España | 1989 - 1991 |
| Athletic Club       | España | 1991 - 1995 |
| RCD Mallorca        | España | 1995 - 1998 |
| Deportivo Alavés    | España | 1998 - 2002 |
| Polideportivo Ejido | España | 2002 - 2007 |